# Nitzanei Oz

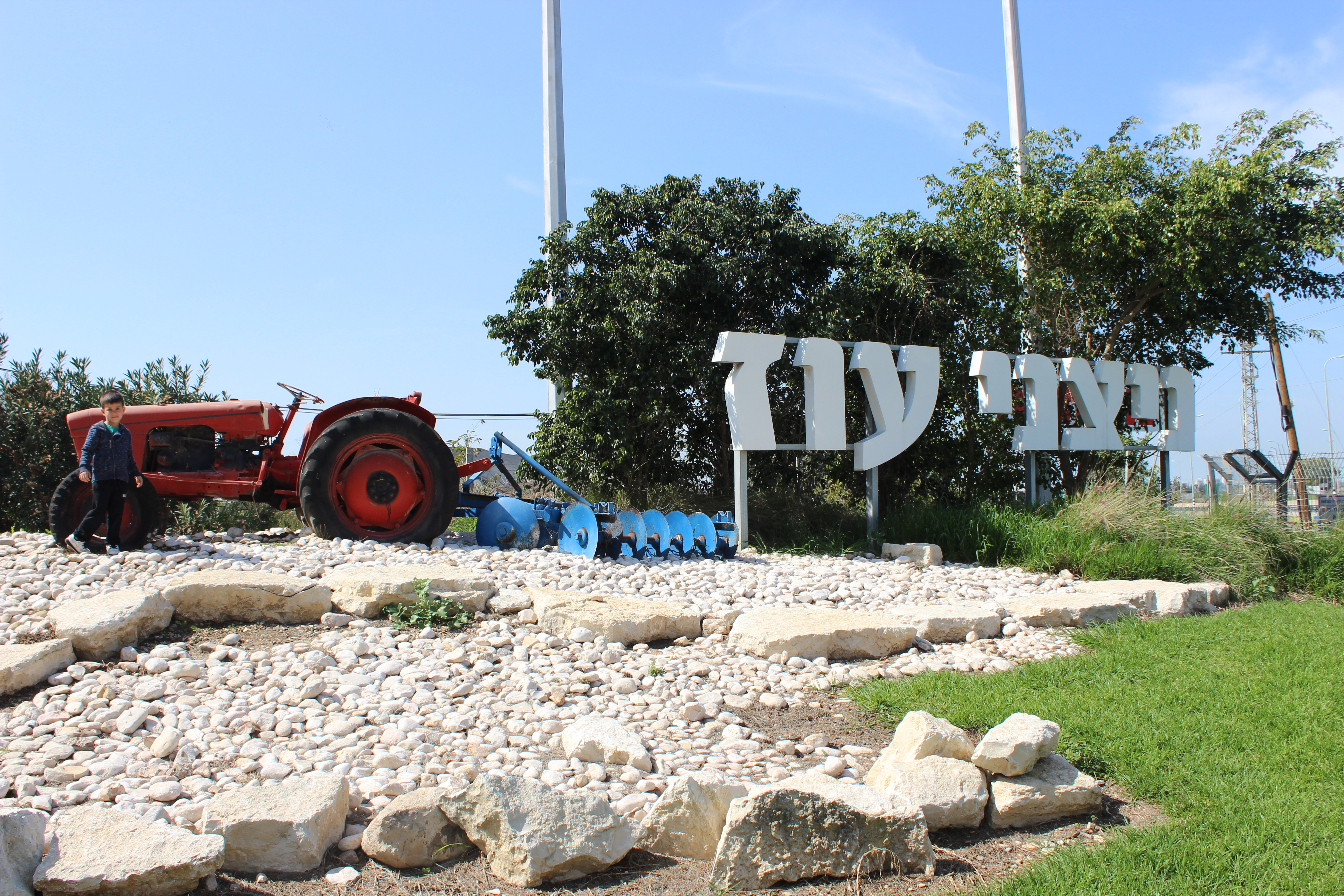
Indication en hébreu « Nitzané-Oz » et marqueur de sa destination agricole.

Nitzanei Oz ou Nitzané-Oz (hébreu : נִצָּנֵי עֹז, ניצני עוז) est un moshav du centre d'Israël. Situé dans la plaine du Sharon, à proximité de la Ligne verte et de Tulkarem, il relève de la juridiction du conseil régional de Lev HaSharon. 

## Histoire
Son nom Nitzané-Oz signifiant littéralement « Bourgeons de force » est symbolique et indique le courage et la force.
Le village est fondé en 1951 en tant que colonie de Nahal, par des vétérans de Gadna (« Bataillons de jeunesse hébraïque ») qui ont combattu dans la ville de Jérusalem pendant la guerre d'indépendance de 1948. L'endroit est choisi lors d'une visite de cette région inculte, après la découverte dans un buisson d'un plant de tomates sauvages. 
Deux ans plus tard, des groupes d'immigrés venus de Tunisie, ayant transité par des colonies de Petahia et Zerupa rejoignent le petit noyau d'habitants.

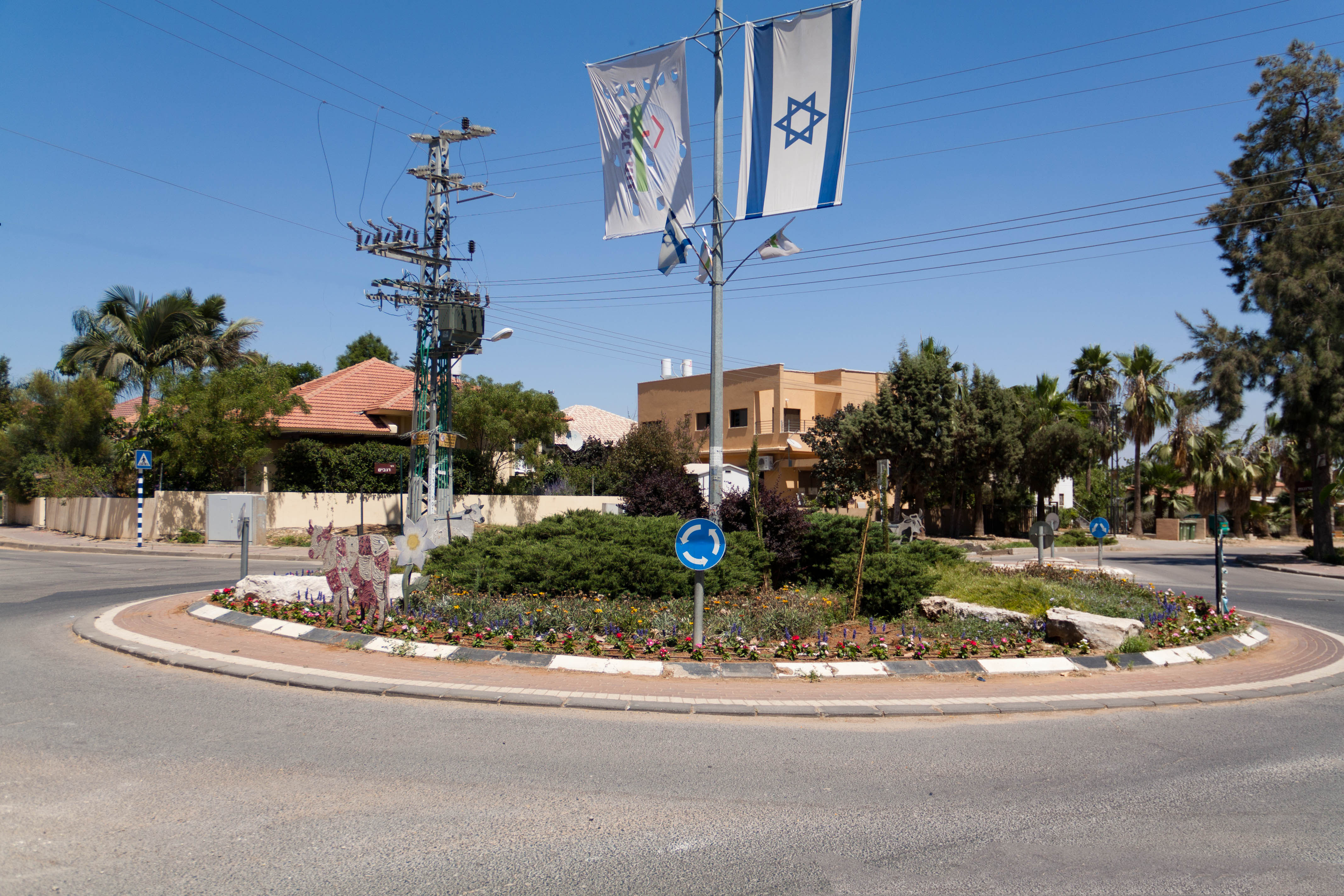
Carrefour au sein du moshav.

Le village, relevant du mouvement des moshavim, est converti en moshav civil en 1958. Il devient ainsi une communauté agricole coopérative versée dans la culture du sol et l'élevage de bovins pour la production laitière. Il est alors majoritairement peuplé par des Juifs réfugiés d'Afrique du Nord.
En raison de sa proximité avec la frontière avec la Jordanie, le moshav est touché par des attaques et infiltrations de fedayin palestiniens jusqu'à la guerre des Six Jours en 1967. À l'entrée du moshav, s'érige un monument à la mémoire de la 5e brigade tombée lors des batailles de la guerre des Six Jours dans la région historique de Samarie occidentale, soit en Cisjordanie actuelle. 

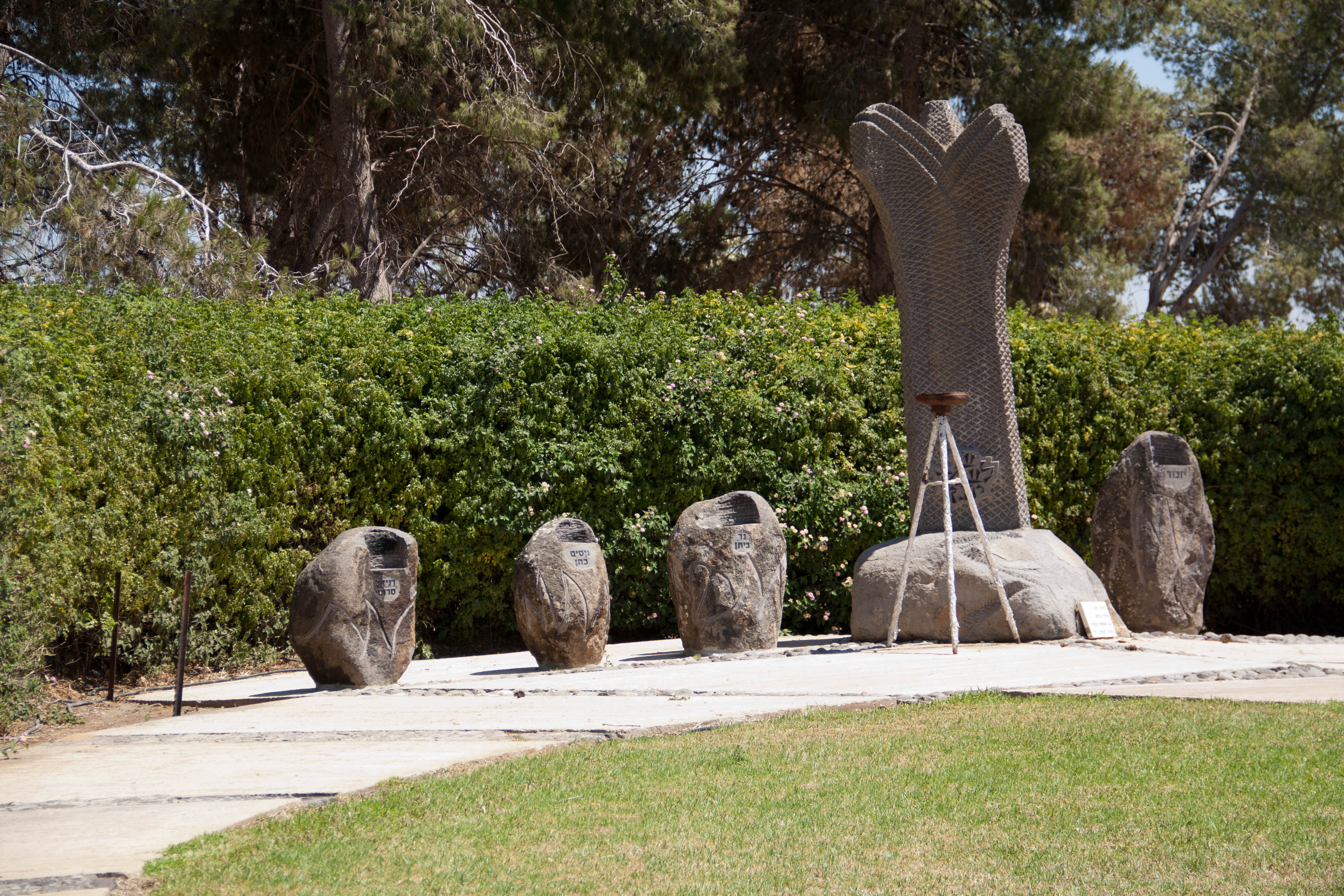
Monument aux morts de la 5e brigade perdus lors de la guerre des Six Jours.

Au centre du moshav, un site commémoratif rappelle la population locale tombée lors des guerres israélo-arabes ; il est constitué d'un monument en pierre en forme de tronc d'arbre, œuvre du sculpteur Mordechai Kafri. 
En 2002, Israël installe un mur de séparation pour parer aux agressions, vols voire attentats en isolant la ville de Tulkarem de Nitzané-Oz. Peu après, le moshav se dote d'une grille automatique à son entrée.
Après l'attaque du Hamas du 7 octobre 2023, comme ailleurs, des soldats sont placés à l'entrée du moshav.

## Géographie

### Situation
Nitsané Oz couvre une superficie de 286 hectares (2 860 dunams) et se place à 40 mètres d'altitude.
La colonie se situe à une douzaine de kilomètres à l'est de la ville côtière de Netanya, à environ 33 kilomètres au nord-est du centre de Tel Aviv.  
Au sud du moshav, se trouve une bande presque continue de villes et de villages habités par des Arabes israéliens - ce qu'on appelle Le Triangle ; les villes arabes les plus proches sont Qalansawe et Tayibé. La Ligne verte s'étend à quelques centaines de mètres du village et derrière elle, se trouve la ville arabe palestinienne de Tulkarem et l'ancienne frontière entre Israël et la Jordanie. 
La sortie nord du moshav donne sur l'autoroute n° 57 . À l'est du moshav, se trouve l'échangeur autoroutier Nitzané Oz (ouvert en 2003) sur l'autoroute n° 6 (sans accès direct au moshav), adjacent à la barrière de séparation, Tulkarem et la zone industrielle de Nitzanei Shalom. 
Le Nahal Taanim, l'un des principaux affluents du Nahal Alexander, longe le moshav depuis le sud.

### Démographie
Selon les données de 2014, la majorité absolue des résidents de Nitzané-Oz sont juifs, y compris la catégorie statistique « autres », désignant les résidents non arabes d'origine juive, sans affiliation formelle à la religion juive. 
| Année      | 1961 | 1972 | 1983 | 1995 | 2001 | 2003 | 2004 | 2005 | 2006 | 2007 | 2008 | 2009 | 2010 | 2011 | 2012 | 2013 | 2014 |
| ---------- | ---- | ---- | ---- | ---- | ---- | ---- | ---- | ---- | ---- | ---- | ---- | ---- | ---- | ---- | ---- | ---- | ---- |
| Population | 379  | 360  | 374  | 484  | 689  | 738  | 759  | 784  | 811  | 852  | 868  | 940  | 955  | 1003 | 1041 | 1069 | 1090 |

Selon le recensement réalisé en 2015, la population de Nitzané Oz s'élève à 1 105 personnes. En 2019, sa population atteint 1 115 habitants et en 2022, le moshav en compte 1 121. 

## Économie

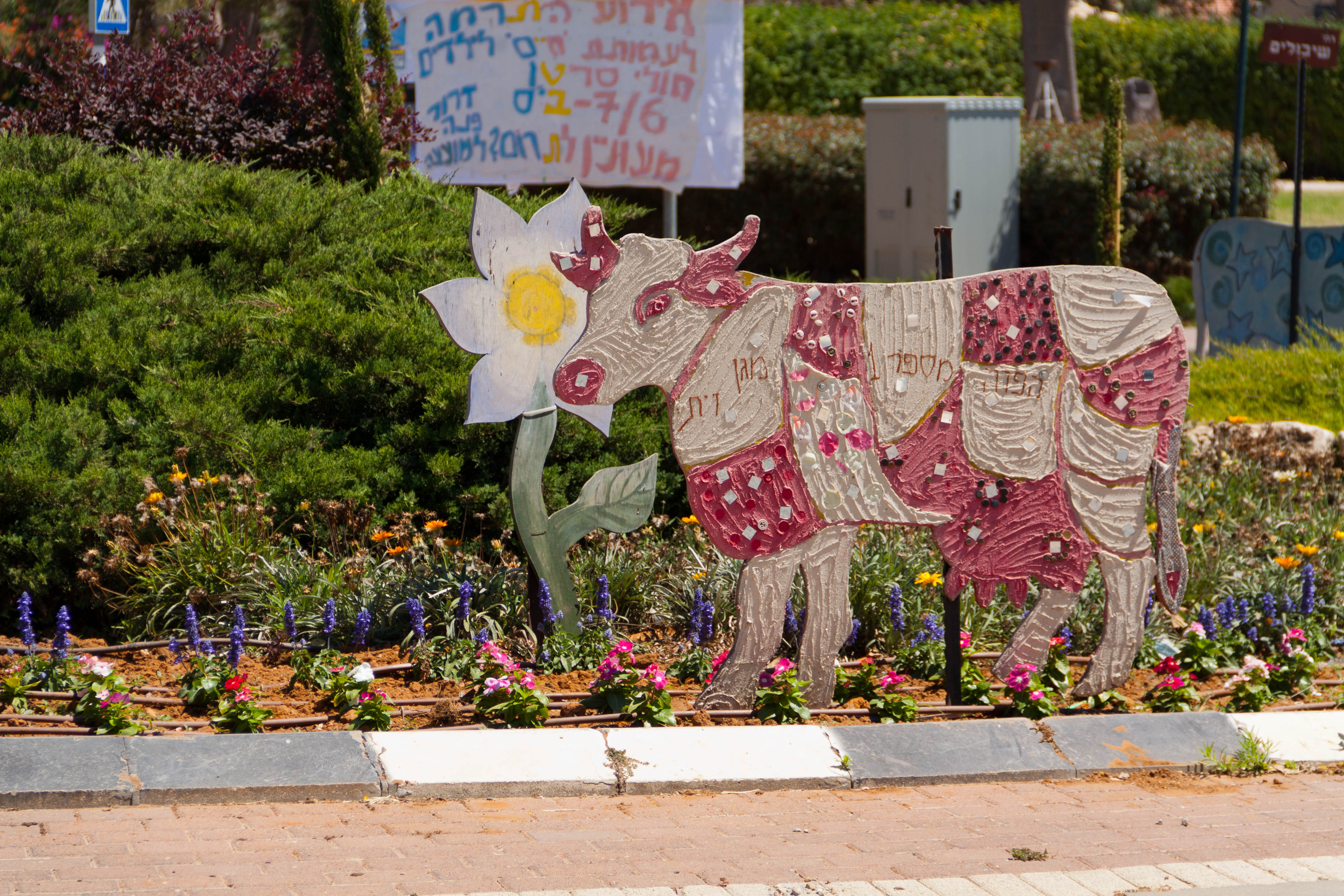
En bordure de trottoir.

De nos jours, la colonie est toujours engagée dans l'agriculture ; ses principales industries sont les fermes laitières, les poulaillers, les serres notamment de fleurs, l'huile d'olive et les cultures maraîchères.
La société appelée Sabra Flowers Ltd. à Nitzané-Oz cultive et vend des fleurs. Cette région de la plaine du Sharon produit 50 % de toutes les fleurs cultivées en Israël. 
À l’est du moshav, la zone industrielle Nitsanei Shalom emploie des centaines de Palestiniens de la ville voisine de Tulkarem et alentours.
Juste avant sa grille d'entrée, un supermarché s'est implanté.

## Culture et sport
Le moshav dispose d'un centre culturel, d'un club de jeunes, d'un centre d'activités pour personnes âgées, d'une aire de jeux, d'un terrain de football et de courts de tennis.